# Ceradenia kookenamae
Ceradenia kookenamae är en stensöteväxtart som först beskrevs av Jenm., och fick sitt nu gällande namn av Luther Earl Bishop. Ceradenia kookenamae ingår i släktet Ceradenia och familjen Polypodiaceae. Inga underarter finns listade.